# 西小倉站
西小倉站（日语：／ Nishi-Kokura eki */?）是位於福岡縣北九州市小倉北區室町三丁目，九州旅客鐵道（JR九州）的車站。車站編號為JA27（鹿兒島本線），JF02（日豐本線）和JI02（日田彥山線）。

## 概要
此站是鹿兒島本線與日豐本線分支站（小倉站至此站之間兩線重複區間），只有普通列車、快速與區間快速列車停站。本來只是日豐本線獨立車站，在1987年（昭和62年）增建鹿兒島本線月台。此站是日豊本線的所屬線，日豐本線與在路線上以城野站為起點的日田彥山線均駛入鄰站小倉站。
另外，小倉站曾經設於此站附近位置（車站大樓遺址是現時山田電機Teccland小倉總店所在地），在1958年（昭和33年）遷移至現時地段。因此此站部月台曾經是舊小倉站的重用月台，經過改善後重新成為西小倉站月台。

## 歷史
- 1915年（大正4年）4月 - 鐵道院小倉站（第二代）遷移至現地並啟用。
- 1958年（昭和33年）3月1日 - 小倉站遷移至小倉站現時的位置。
- 1974年（昭和49年）12月14日 - 日本國有鐵道於此地開設西小倉站。啟用當時為日豐本線所屬站[2]。
- 1987年（昭和62年）
  - 4月1日 - 伴隨國鐵分割民營化，車站由九州旅客鐵道（JR九州）營運。
  - 10月1日 - 新設鹿兒島本線月台[2]。
- 2003年（平成15年）
  - 3月29日 - 新建跨站式站房，車站大樓獲得鐵道建築協會獎（推薦）。
  - 7月7日 - 日豐本線與鹿兒島本線快速班次停站[4]。
- 2009年（平成21年）3月1日 - 此站可以使用IC卡「SUGOCA」[5]。

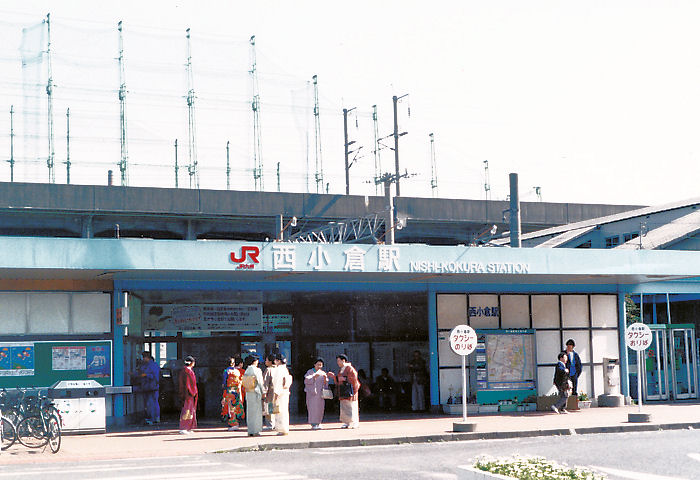
舊車站大樓（1994年4月）

## 車站構造

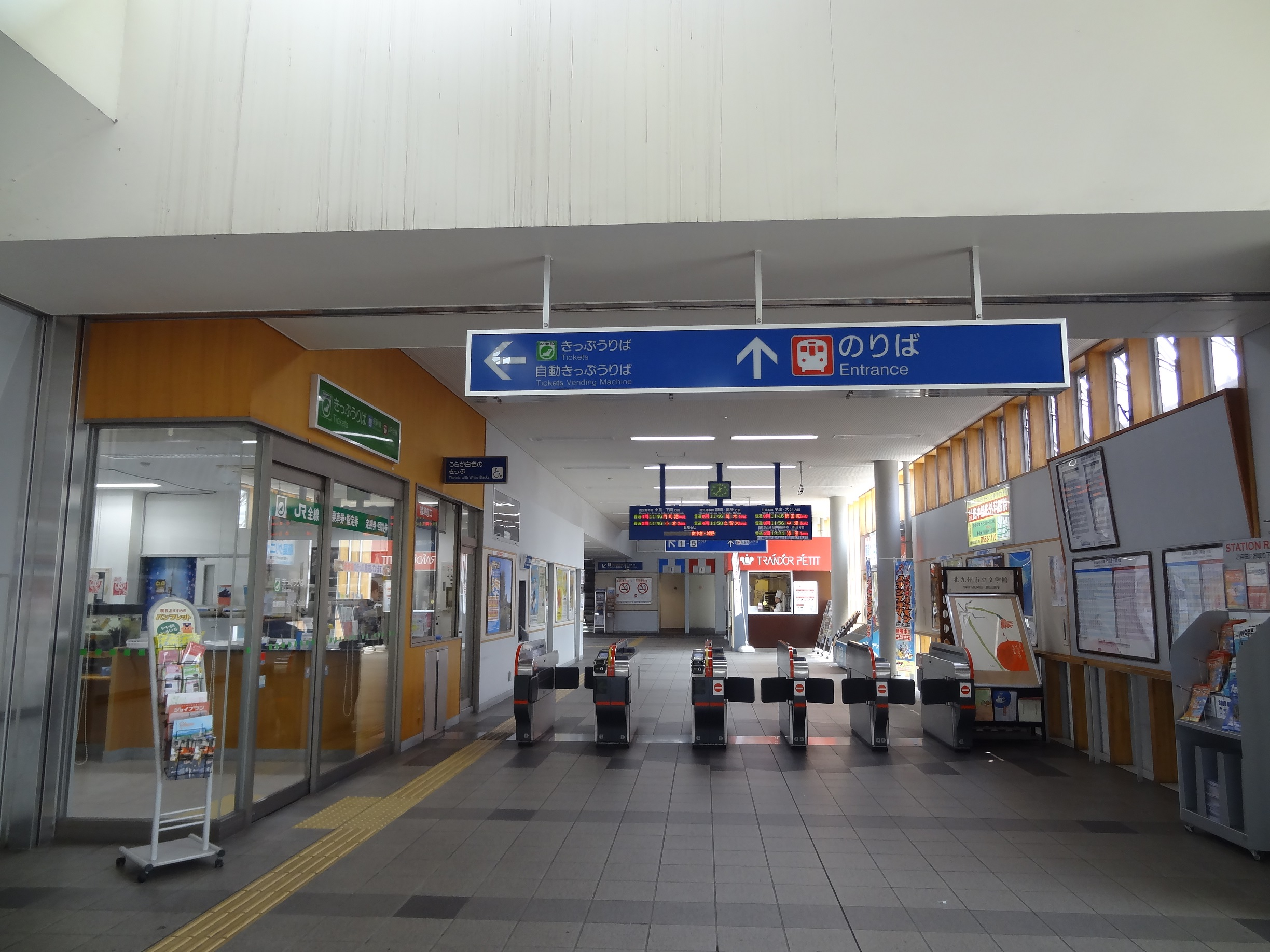
閘口

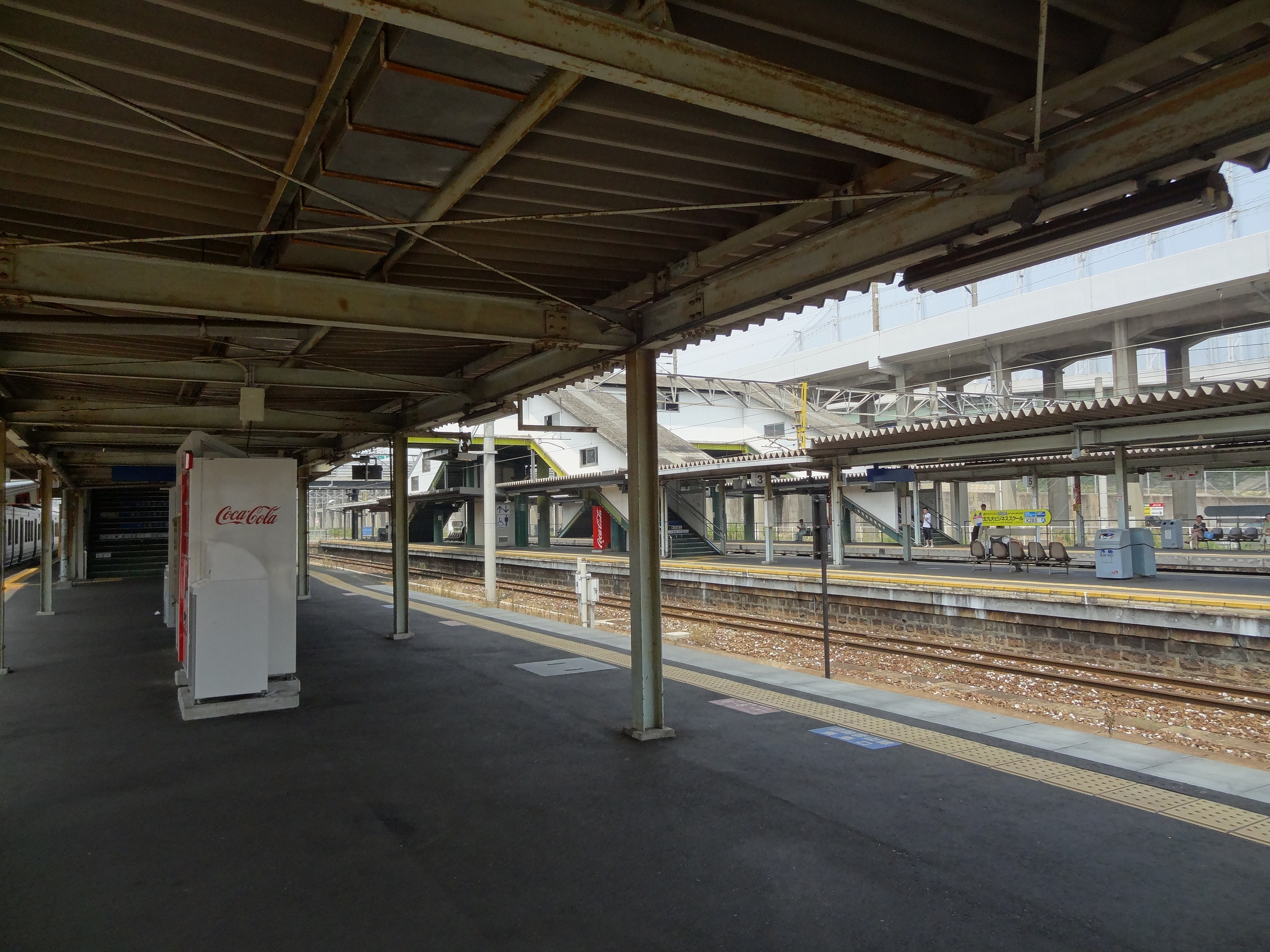
月台

車站是一座設有跨站式站房的地面車站，設有1面1線的單式月台和2面4線的島式月台，合共3面5線的混合式月台。在2003年（平成15年），跨站式站房落成，同時設置升降機。部分跨線橋使用了退役客車的底盤。
此站是由JR九州服務支援管理的業務委託車站，設有綠色窗口和自動閘機。車站可以使用「SUGOCA」IC卡。
另外，此站位於JR特定都區市內制度中，「北九州市內」的車站。

### 月台
| 月台 | 路線                         | 上下行 | 方向                   |
| ---- | ---------------------------- | ------ | ---------------------- |
| 1    | 日豐本線                     | 下行   | 行橋、中津、宇佐方向   |
| 1    | 日田彥山線                   | 下行   | 田川後藤寺、添田方向   |
| 2・3 | 日豐本線 （包含 日田彥山線） | 上行   | 小倉、門司港、下關方向 |
| 4    | 鹿兒島本線                   | 下行   | 黑崎、博多方向         |
| 5    | 鹿兒島本線                   | 上行   | 小倉、門司港、下關方向 |

5號月台為單式月台。
此站由於是日豐本線和鹿兒島本線轉乘站，車站使用人次中沒有包含轉乘乘客，因此實際上會比數據中為大。
3號月台連接小倉綜合車輛中心，因此設有出入廠車輛在此站停車。

### 小倉站～西小倉站之間車費計算特例
日豐本線的特急「音速」和「日輪喜凱亞」於此站通過並停小倉站，隨後從小倉駅折返，再度通過此站。因此，若乘坐「音速」和「日輪喜凱亞」並乘越小倉站時，小倉站至此站之間的雙程（1.6公里）車費與特急費用不會計算在內。另外，若在小倉站中，「音速」與「日輪喜凱亞」轉乘普通、快速列車時，在車費上用不需計算小倉站至此站之間的費用（但是特急費用需要包含此站至小倉站之間的距離）。
這個特例在2017年7月九州北部豪雨使部分久大本線區間不能通行時，途經小倉站繞路之行的で臨時特急「由布院之森」也適用於此特例。

## 使用狀況
本站自2003年因應附近的大型商業設施RIVERWALK北九州開業後，使用人次就一直增加。2022年度本站在JR九州車站總排名中為第38。
根據JR九州和北九州市的數據，以下是近年1日平均乘車人次列表：
| 年度 | 1日平均 乘車人次 |
| ---- | ---------------- |
| 2000 | 2,837            |
| 2001 | 2,910            |
| 2002 | 2,470            |
| 2003 | 3,753            |
| 2004 | 3,912            |
| 2005 | 4,078            |
| 2006 | 4,226            |
| 2007 | 4,459            |
| 2008 | 4,392            |
| 2009 | 4,581            |
| 2010 | 4,639            |
| 2011 | 4,754            |
| 2012 | 4,854            |
| 2013 | 5,121            |
| 2014 | 5,152            |
| 2015 | 5,298            |
| 2016 | 5,361            |
| 2017 | 5,437            |
| 2018 | 5,303            |
| 2019 | 3,985            |
| 2020 | 4,168            |
| 2021 | 4,390            |
| 2022 | 4,697            |
| 2023 | 4,812            |

## 車站周邊

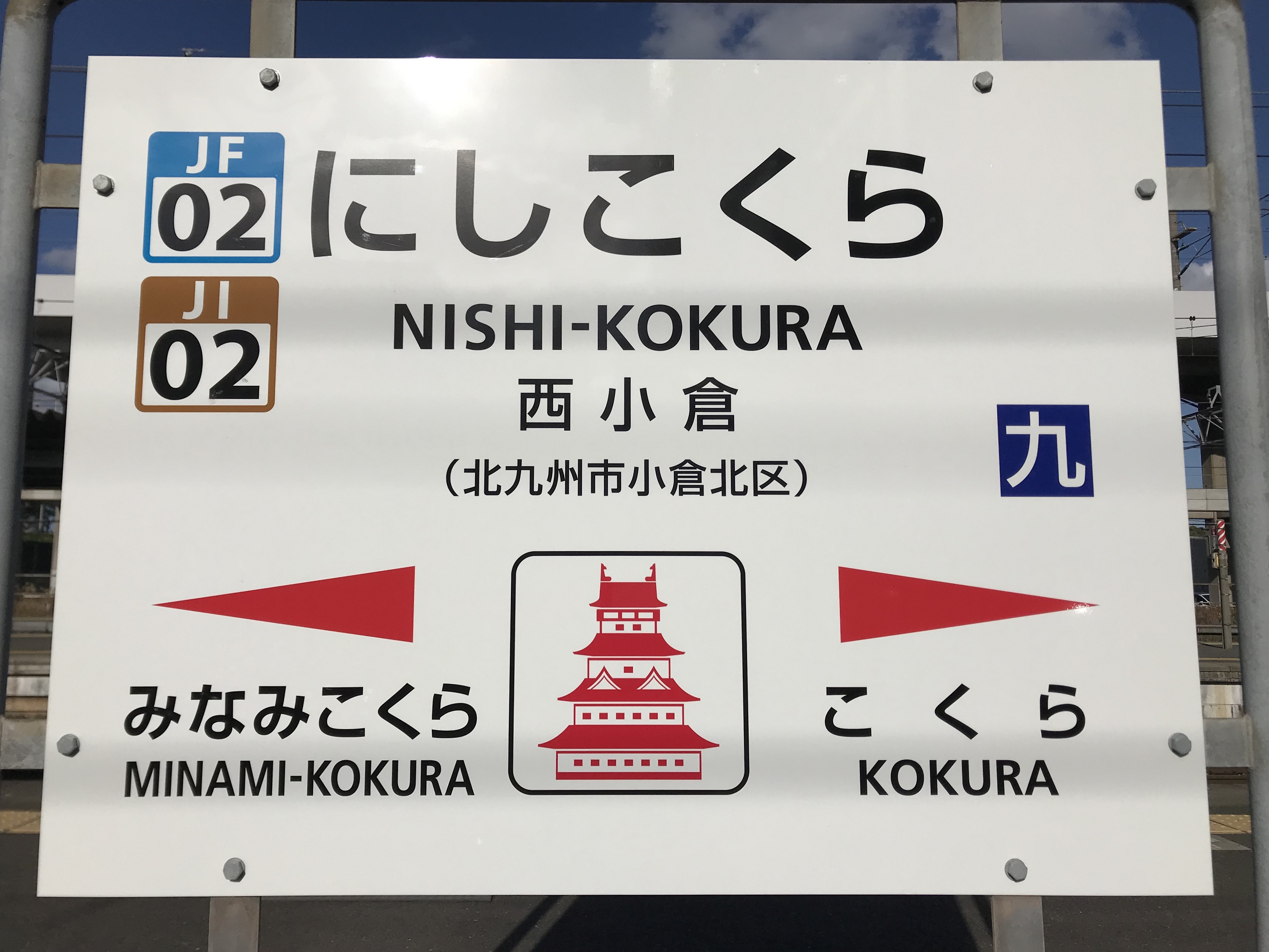
站名質（日豐本線）。插圖為小倉城天守閣

車站位於紫川西邊岸邊位置，在岸只一邊是小倉站。此站距離北九州市政廳、小倉城和RIVERWALK北九州最近。小倉站較近小倉市中心。
- 西鐵巴士北九州（日语：西鉄バス北九州）西小倉站巴士站
- 九州旅客鐵道北部九州地域總部（日语：九州旅客鉄道北部九州地域本社）
- 日本貨物鐵道九州分社（日语：日本貨物鉄道九州支社）
- 九州商業專門學校 - 車站正面
- 河合塾（日语：河合塾）北九州校
- 麻生公務員專門學校北九州校（日语：麻生公務員専門学校北九州校）
- RIVERWALK北九州[2]
  - 朝日新聞西部總部（日语：朝日新聞西部本社）
  - NHK北九州放送局
  - 北九州藝術劇場（日语：北九州芸術劇場）
  - 北九州市立美術館分館
  - 西日本工業大學（日语：西日本工業大学）設計學部
  - 小倉室町郵局（由於郵局老化，遷移至西工大棟2層）
- 凌志小倉
- 西日本都市銀行室町分店
- 福岡中央銀行（日语：福岡中央銀行）小倉分店
- 山田電機Teccland小倉總店（從南出口步行3分鐘[13]）
- 小倉D.C.大樓（日语：小倉D.C.タワー）
- 小倉最近酒店
- 新日鐵住金八幡製鐵所（小倉地區）
- 小倉站北出入口 - 北九州高速2號線
- 北九州市政廳（日语：北九州市役所）[2]
  - 本廳舍（小倉城址）
  - 小倉北區分所廳舍（大手町）[2]
- 福岡縣小倉北警署（日语：小倉北警察署）
- 福岡法務局（日语：福岡法務局）北九州分局
- 北九州市立思永中學（日语：北九州市立思永中学校）、西小倉市民中心
- 北九州市立西小倉小學（日语：北九州市立西小倉小学校）
- 北九州市消防局（日语：北九州市消防局）
- 八坂神社（日语：八坂神社 (北九州市)）
- 勝山公園（日语：勝山公園 (北九州市)）
  - 小倉城[2]
  - 北九州市立中央圖書館（日语：北九州市立中央図書館）
  - 北九州市立松本清張紀念館
  - 北九州市立文學館（日语：北九州市立文学館）
  - HARMONIE CINQ（日语：アルモニーサンク）（前九州厚生年金會館）
- 小倉西郵局（日语：小倉西郵便局）
- 福岡縣立小倉高等學校（日语：福岡県立小倉高等学校）
- 福岡縣立小倉工業高等學校（日语：福岡県立小倉工業高等学校）
- 真颯館高等學校（日语：真颯館高等学校）
- 小倉裁判所合同廳舍
  - 福岡地方裁判所（日语：福岡地方裁判所）小倉分部
  - 福岡家庭裁判所（日语：福岡家庭裁判所）小倉分部
  - 小倉簡易裁判所（日语：小倉簡易裁判所）
- Sunlive（日语：サンリブ）西小倉

## 相鄰車站
九州旅客鐵道
 日豐本線、 日田彥山線（日田彥山線小倉站至城野站之間日豐本線）
■快速（只限上行）、■普通
小倉（JF01/JI01）－（紫川號誌站）－西小倉（JF02/JI02）－南小倉（JF03/JI03）
鹿兒島本線
■快速
小倉（JA28）－西小倉（JA27）－戶畑（JA25）
■區間快速
小倉（JA28）－西小倉（JA27）－（部分停九州工大前（A26））－戶畑（JA25）
■普通
小倉（JA28）－（紫川號誌站）－西小倉（JA27）－（貨）濱小倉－九州工大前（JA26）
- 小倉站至此站之間為日豐本線和鹿兒島本線的重疊區間。

## 注腳
1. 1 2 3  . JR九州服務支援株式會社.   [2019-07-14]. （原始内容存档于2019-07-13）.
2. 1 2 3 4 5 6 7 8 9 10 11 12  . 週刊JR全駅・全車両基地 (朝日新聞出版). 2012-09-23, (07): 19.
3. ↑  『停車場変遷大事典 国鉄・JR編』JTB 1998年
4. ↑  . RAIL FAN (鐵道友之會). 2003-10-01, 50 (10): 23.
5. ↑  . 交通新聞 (交通新聞社). 2009-03-03: 1.
6. ↑  數據北九州（運輸・通信） JR上下車人次
7. ↑   (PDF). 九州旅客鐵道.   [2018-07-13]. （原始内容存档 (PDF)于2019-12-06）.
8. ↑  駅別乗車人員上位300駅（2019年度） （页面存档备份，存于），JR九州。
9. ↑  駅別乗車人員上位300駅（2020年度） （页面存档备份，存于），JR九州。
10. ↑  駅別乗車人員上位300駅（2021年度） （页面存档备份，存于），JR九州。
11. ↑  駅別乗車人員上位300駅（2022年度） （页面存档备份，存于），JR九州。
12. ↑  駅別乗車人員上位300駅（2023年度） （页面存档备份，存于），JR九州。
13. ↑  .   [2020-03-31]. （原始内容存档于2012-04-10）.

## 外部連結
- JR九州西小倉站（日語）
- 昭和39年九州発「西小倉駅」（讀賣新聞）